# Synallaxe striolé
Leptasthenura striolata
Espèce
Synonymes
- Synallaxis striolata Pelzeln, 1856
(protonyme)

Statut de conservation UICN

 LC  : Préoccupation mineure
Le Synallaxe striolé (Leptasthenura striolata), aussi appelé Fournier rayé est une espèce de passereaux de la famille des Furnariidae. Il a été décrit par August von Pelzeln en 1856.

## Répartition

Répartition de l'espèce en Amérique du Sud.

Le Synallaxe striolé est endémique du Brésil où il fréquente les forêts de pin du Paraná.